# Blanchet (relojes)
Blanchet es una marca suiza de relojes fundada por Jean Blanchet en Lyon (Francia) en 1789. La empresa forma parte del Grupo D, con sede en Lugano, cantón del Tesino, Suiza, que relanzó la marca en 2010.

## Historia
Jean Blanchet creció en la ciudad francesa de Lyon, donde su padre Pierre era dueño de una pequeña fábrica de relojes. Desde joven estuvo fascinado por la relojería suiza y las tradiciones francesas. En 1789 fundó su primera fábrica de relojes en Lyon. En 1828 se casó con Laura Wilson, hija de un embajador británico. Un año después, se convirtió en padre. Su hijo, Yves Blanchet, estudió en la Real Escuela de Relojería de Cluses y, en 1856, trasladó la fábrica a Coppet, cerca de Ginebra. Entre los propietarios famosos de relojes Blanchet se puede citar a Napoleón III y al primer ministro británico William Gladstone.